# Zalmodegikos
Zalmodegikos a fost o căpetenie geto-dacă din secolul al III-lea înainte de Hristos (în jurul anului 200 î.Hr.) care-și exercita autoritatea în Dobrogea, la vreo 100 de ani după moartea lui Dromihete.
În 1959, la Histria a fost descoperit dăltuit în piatră un decret cu următorul conținut:
Sfatul și Poporul au găsit cu cale: Întrucât Diodoros al lui Thrasikles, Prokritos al lui Pherekles și Klearchos al lui Aristomachos, trimiși soli la Zalmodegikos în privința ostatecilor, au călătorit prin țară dușmană și – înfruntând primejdii de tot felul și dând dovadă de cea mai deplină râvnă - au adus înapoi ostatecii (fiind aceștia la număr peste șaizeci), convingându-l totodată pe Zalmodegikos să restituie cetății veniturile, Sfatul și Poporul să găsească cu cale ca aceștia și urmașii lor să fie înscriși printre binefăcătorii obștii; să fie încununați, ca și urmașii lor, la toate spectacolele de teatru, pentru bărbăția și râvna față de Popor, pentru ca și ceilalți cetățeni, cunoscând că Poporul cinstește pe bărbații vrednici, să se îndemne a sluji cetatea. Hegemonii să poarte de grijă ca prezentul decret să fie săpat pe două lespezi, din care una să se așeze în agora, în fața porticului, iar cealaltă în preajma altarului lui Zeus Polieus.
Misiunea celor trei era să elibereze cei 60 de ostatici histrieni ținuți în captivitate de Zalmodegikos și să „deblocheze” veniturile pe care orașul le obținea din pescuit și exploatarea pădurilor din delta Dunării, și din alte surse, pe care Zalmodegikos le-a reținut pentru o vreme. Deși misiunea era dificilă, cei trei au îndeplinit-o cu succes.
După cum reiese din inscripție, orașele grecești din nord-vestul și vestul Mării Negre erau nevoite să-i plătească lui Zalmodegikos un fel de tribut, numit foros. În schimb, regele geților le garanta pacea și liniștea, apărându-le de dușmani.